# Sundre
För andra betydelser, se Sundre (olika betydelser).
Sundre är en kyrkby i Sundre socken i Gotlands kommun, belägen på södra Gotland på södra Storsudret drygt en mil söder om Burgsvik och cirka 4 km norr om Hoburgen.
I Sundre ligger Sundre kyrka, som är en stenkyrka med tillhörande kastal.